# Sud Air Transport
Sud Air Transport (ex compagnie Air Côte Basque) était une compagnie aérienne régionale française dite de 3e niveau, basée sur l'aéroport de Biarritz, assurant du transport à la demande de passagers et fret mais aussi une ligne régulière au départ de Biarritz vers Toulouse.

## Histoire
Initialement, la compagnie Sud Air Transport créée en 1973, était la compagnie d'avion taxi et école de pilotage, Air Côte Basque, implantée sur l'aéroport de Biarritz en 1972,,, créée par Monsieur Louis Robert, pilote, qui avait été le gérant d'Air Côte Basque mais aussi Air Alliance et Transair France.
Lors de l'assemblée générale extraordinaire du 28 décembre 1972, Air Côte Basque changeait de dénomination sociale en devenant Sud Air Transport.
La compagnie était installée sur l'aéroport de Biarritz-Parme et son siège social au 62 Rue Saint-Lazare à Paris (9ème arr.).
Elle commençait ses opérations avec deux bimoteurs, un Cessna 150 et un Beechraft Baron.
Elle débutait sa première ligne régulière le 02 avril 1973, entre Biarritz et Toulouse, tous les jours sauf le dimanche, qu'elle effectuait en Beechcraft 80 Queen Air récupéré de chez Air Périgord, .
Elle avait demandé sous Air Côte Basque déjà, une demande d'agrément pour utiliser sur le ligne vers Toulouse, un avion Britten-Norman Islander.
La compagnie avait pour ambition de proposer également les lignes Tarbes-Lourdes vers Toulouse et Biarritz vers Bordeaux. Pour cette dernière ligne, elle serait saisonnière, 3 fois par semaine avec le Beechcraft 80 Queen Air. Elle avait pour ambition d'ouvrir d'autres lignes régulières ou saisonnières au départ de Biarritz comme Vichy et Lyon en Beechcraft 99 ou Britten Norman Islander et le prolongement de la ligne Biarritz - Toulouse vers Pau à la suite de l'arrêt en 1974 de cette ligne par Pyrénair,.
Le 30 juin 1973, l'effectif de la compagnie comptait 4 personnels navigants techniques (PNT), 1 technicien entretien et 1 agent administratif et commercial.
Elle avait transporté 1 831 passagers en 1973.
Une ligne saisonnière vers Bordeaux avait fonctionné à partir de 1973.
Elle intégrait également l'Association des transporteurs aériens régionaux (A.T.A.R.) composée de 15 compagnies dites de troisième niveau tout comme Air Alpes, Air Centre, Air Champagne Ardenne, Air Littoral, Air Limousin, Air Paris, Air Périgord, Air Rouergue, Air Vosges, Avia France (connu également sous "Taxi Avia France"), Europe Air, Europe Aero Service, Rousseau aviation et TAT, créée par Michel Ziegler.
Air Rouergue entrait au capital de Sud Air Transport et des compagnies Air Littoral et Pyrénair avec l'ambition de devenir la plus grande compagnie du Sud-Ouest de la France,.
En 1974, Sud Air Transport demandait l'autorisation d'exploiter une ligne Biarritz - Lyon en Beechcraff 99 ou B2N Islander.
Sud Air Transport disparaissait en 1976,.

## Le réseau
- Biarritz - Toulouse[21]
- Biarritz - Bordeaux (ligne saisonnière)[10]

## Flotte
- Beechcraft 80 Queen Air immatriculé F-BRNP[22],[23],
- Beechcraft C55 Baron[24],
- Nord 3202 Master immatriculé F-BNRP[25],[26],
- Cessna F-150H[7],[27].